# Peugeot Type 26
Pour les articles homonymes, voir Type 26.
La Peugeot type 26 est un modèle d'automobile fabriqué par le constructeur automobile Peugeot en 1899. Elle est conçue sur la base d'un fiacre motorisé dont le chauffeur et les passagers étaient assis face à face.